# Ochey
Ochey ist eine französische Gemeinde mit 522 Einwohnern (Stand: 1. Januar 2022) im Département Meurthe-et-Moselle in der Region Grand Est (bis 2015 Lothringen). Sie gehört zum Arrondissement Toul, zum Kanton Meine au Saintois und zum Gemeindeverband Pays de Colombey et du Sud Toulois.

## Geographie
Ochey liegt etwa 21 Kilometer westsüdwestlich von Nancy und zehn Kilometer südsüdöstlich von Toul. Nachbargemeinden von Ochey sind Bicqueley im Norden, Sexey-aux-Forges im Nordosten, Viterne und Thuilley-aux-Groseilles im Osten, Allain im Süden, Crézilles im Westen sowie Moutrot im Westen und Nordwesten.
Im Gemeindegebiet liegt der Militärflugplatz Nancy-Ochey (Base aeriénne 133).

## Bevölkerungsentwicklung
| Jahr                       | 1962 | 1968 | 1975 | 1982 | 1990 | 1999 | 2006 | 2019 |
| Einwohner                  | 176  | 152  | 398  | 602  | 242  | 324  | 428  | 522  |
| Quellen: Cassini und INSEE |      |      |      |      |      |      |      |      |

## Sehenswürdigkeiten
- Kirche Saint-Maurice aus dem 19. Jahrhundert